# سونی اریکسون سی۹۰۵
سونی اریکسون سی ۹۰۵ یک مدل از گوشیهای شرکت سونی اریکسون می‌باشد. این مدل اولین گوشی عرضه شده در بازار بود که دارای دوربین ۸ مگاپیکسلی بود و سونی اریکسون با عرضهٔ این مدل همگان را شگفت زده کرد.
| امکانات گوشی  |                                                                         |
| ------------- | ----------------------------------------------------------------------- |
| دوربین        | ۸٫۱ مگاپیکسل، فلاش زنون، لرزشگیر، تشخیص چهره، فلاش فیلمبرداری، ژئوتکنیک |
| نمایشگر       | ۲،۴ اینچ دارای رزولیشن ۳۲۰×۲۴۰ پیکسل،۲۶۲ هزار رنگ                       |
| امکانات شبکه  | GPRS,EDGE,3G,HSDPA,HSCSD                                                |
| سیستم عامل    | ندارد (جاوا)                                                            |
| پخش‌کننده مدیا | Mp3,Mp4,AAC,WMA                                                         |
| دیگر امکانات  | بلوتوث، ژئوتکنیک (برای دوربین)                                          |

## نگارخانه

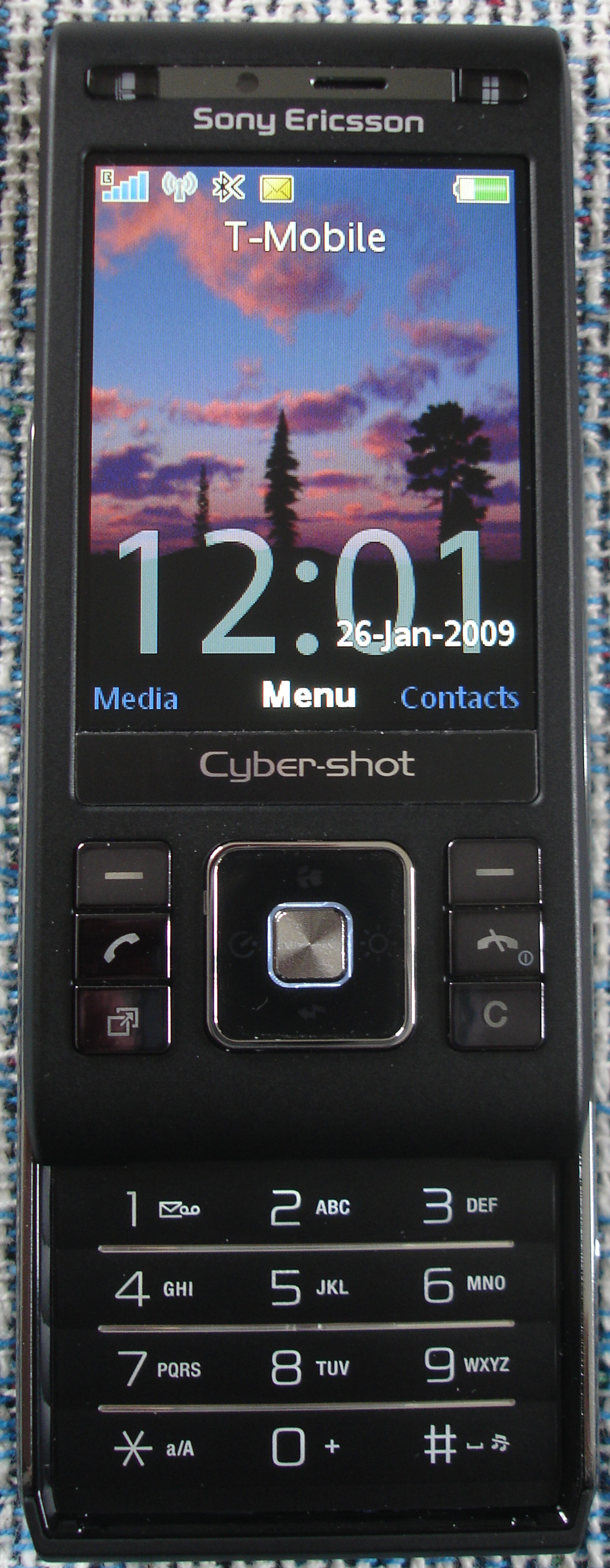
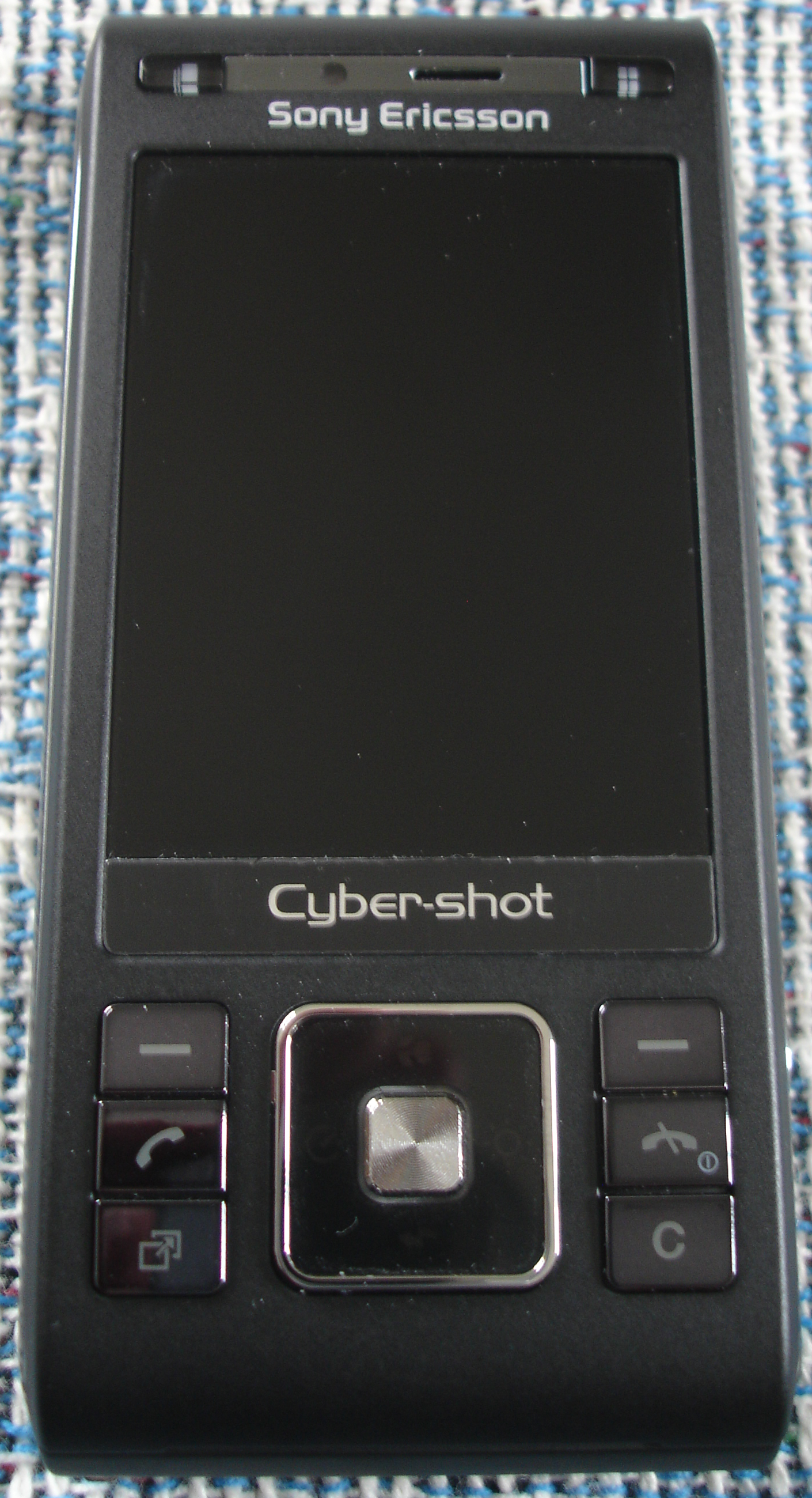
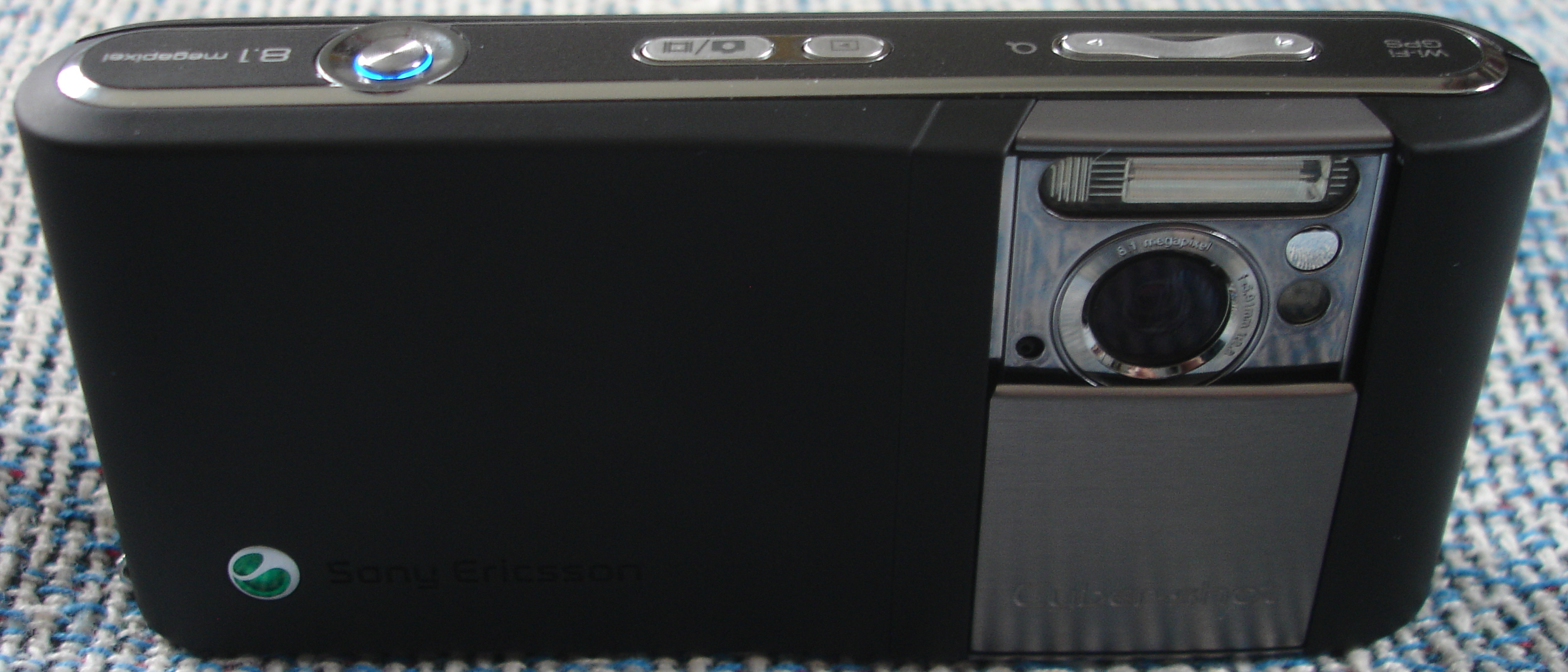
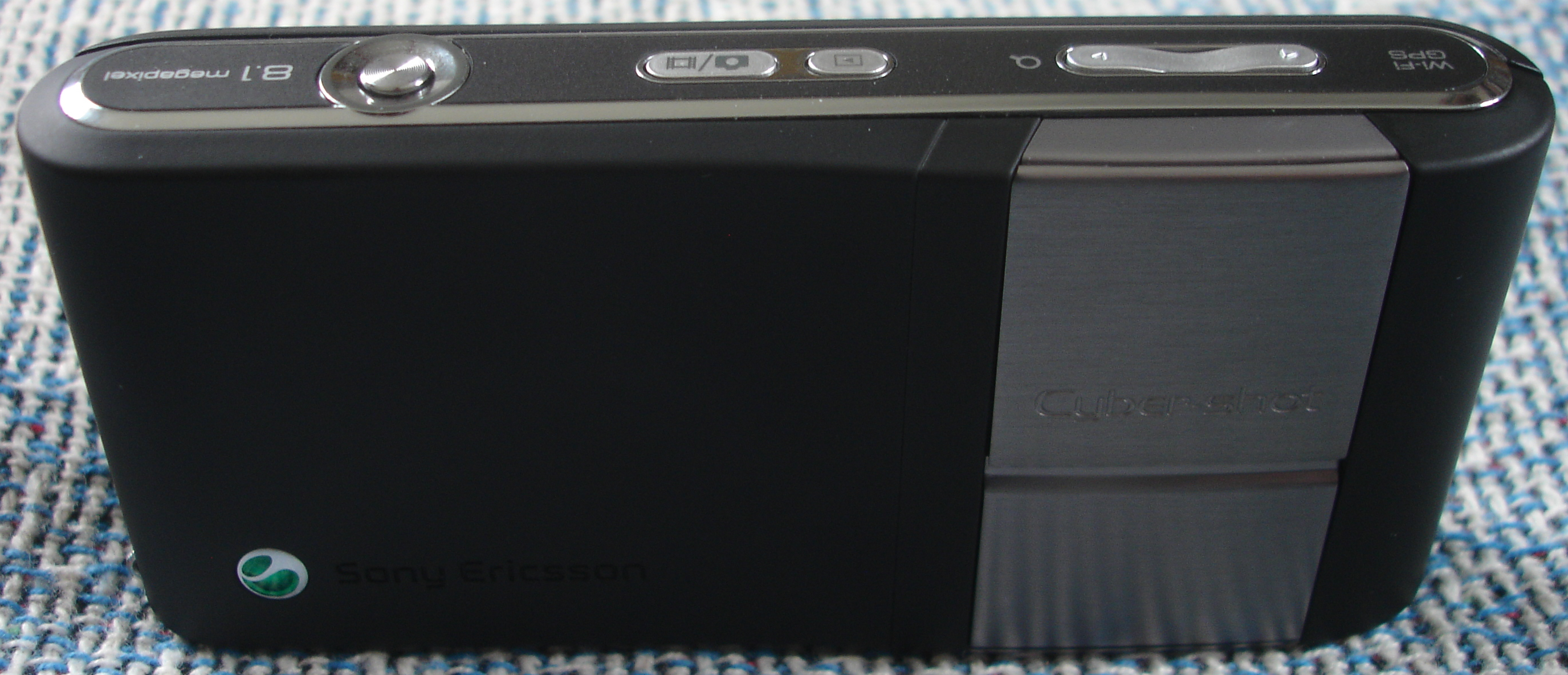